# Egidijus Kavaliauskas
Egidijus Kavaliauskas (ur. 29 czerwca 1988 w Kownie) – litewski bokser zawodowy, występujący na ringu w wadze półśredniej. Wcześniej jako amator został brązowym medalistą mistrzostw świata.
W 2011 roku podczas mistrzostw świata amatorów w Baku zdobył brązowy medal w kategorii do 69 kg.
Startował bez większych sukcesów w igrzyskach olimpijskich w Pekinie (2008) i Londynie (2012).